# Berg (Westhausen)
Berg ist ein Teilort von Westhausen-Lippach im Ostalbkreis in Baden-Württemberg.

## Beschreibung
Der Weiler liegt etwa einen Kilometer südöstlich von Lippach und etwa sechs Kilometer ostnordöstlich von Westhausen auf etwa 572 m ü. NHN am Westabhang des oben bewaldeten Erbisbergs (651,5 m ü. NHN). Der Ort gehört gerade noch zum Unterraum Hügelland von Baldern des Östlichen Albvorlandes, während der ihn überragende Erbisberg ein Nordsporn des Nordöstlichen Härtsfeldes ist, eines Teils der Ostalb.  Einen Drittelskilometer südlich entspringt der kurze Schüsselgraben einem Teich und fließt dann westwärts zur oberen Jagst.
Es führt je eine kleine Straße nach Lippach sowie den Lauchheimer Orten Röttingen im Südosten und Stetten im Südwesten.

## Geschichte
Erste Erwähnung findet der Ort im Jahre 1812 als „Berg bei Lippach“. Er wurde vermutlich erst im 17. oder 18. Jahrhundert angelegt. Auf einer topographischen Karte von 1851 ist er schon eingetragen.
Der Ort war bis 1931 Teil der Gemeinde Baldern und gehörte damit zum Oberamt Neresheim.